# Elburn
Elburn es una villa ubicada en el condado de Kane en el estado estadounidense de Illinois. En el Censo de 2010 tenía una población de 5602 habitantes y una densidad poblacional de 691,7 personas por km².

## Geografía
Elburn se encuentra ubicada en las coordenadas 41°52′18″N 88°27′13″O / 41.87167, -88.45361. Según la Oficina del Censo de los Estados Unidos, Elburn tiene una superficie total de 8.1 km², de la cual 8.1 km² corresponden a tierra firme y (0%) 0 km² es agua.

## Demografía
Según el censo de 2010, había 5602 personas residiendo en Elburn. La densidad de población era de 691,7 hab./km². De los 5602 habitantes, Elburn estaba compuesto por el 93.11% blancos, el 0.54% eran afroamericanos, el 0.21% eran amerindios, el 3.14% eran asiáticos, el 0% eran isleños del Pacífico, el 1.8% eran de otras razas y el 1.2% pertenecían a dos o más razas. Del total de la población el 6.53% eran hispanos o latinos de cualquier raza.